# Good Hope (Géorgie)
Pour les articles homonymes, voir Good Hope.
Good Hope est une ville américaine située dans le comté de Walton, en Géorgie. Selon le recensement de 2020, sa population est de 339 habitants.